# Ton (unità di misura)
Il ton è un'unità di misura non impiegata dal Sistema internazionale di unità di misura.

## Unità di massa
Esistono due tipi distinti di ton che vengono identificati semplicemente dalle parole associate short (corto, in lingua inglese) e long (lungo). Il tipo di ton usato varia in base alle aree geografiche.

### Long ton
Secondo il Sistema imperiale britannico un'unità long ton corrisponde a 2 240 libbre, ossia 1 016,046909 chilogrammi.

### Short ton
Negli Stati Uniti d'America un'unità short ton corrisponde a 2 000 libbre, ossia 907,18474 chilogrammi.

## Unità di forza esplosiva
Il ton viene usato anche come unità di misura per quantificare il potere esplosivo di ordigni nucleari ed equivale al potere esplosivo di 1 tonnellata di tritolo; per comodità d'impiego vengono usati appositi multipli come il chilotone, il megatone, ecc.